# Wał Trzebnicki
Wał Trzebnicki (318.4) – wąski pas wzniesień (wał) morenowych ukształtowany w okresie zlodowacenia środkowopolskiego. Rozciąga się na około 250 km od Ostrowa Wielkopolskiego na wschodzie po Łęknicę na zachodzie. Ogranicza od północy Nizinę Śląską. 
Najwyższymi obiektami Wału Trzebnickiego są Wzgórza Ostrzeszowskie, położone w ich wschodniej części (Kobyla Góra, 284 m n.p.m.), nieco niższe są Wzgórza Trzebnickie (Farna Góra, 257 m n.p.m.). 
Główne rzeki mezoregionu to Bóbr i Odra, biorą one swój początek w czeskiej części Sudetów. Sieć rzeczna jest uboga i znaczne obszary są pozbawione stałych cieków. Brak również większych naturalnych zbiorników wodnych. Największym sztucznym zbiornikiem jest gromadzący odpady poflotacyjne osadnik Żelazny Most (KGHM Polska Miedź) zlokalizowany na Wzgórzach Dalkowskich. Na terenie mezoregionu powszechne są stawy hodowlane.  
Największe miasta regionu to: Żary (38 tys. mieszkańców), Żagań (26 tys.), Polkowice (ponad 22 tys.), Trzebnica (13 tys.) i Ostrzeszów (prawie 15 tys.). 
Rzeka Bóbr dzieli Wał Trzebnicki na zachodnie (lewobrzeżne) Wzniesienia Żarskie i wschodnie (prawobrzeżne) Wzgórza Dalkowskie. Ponadto wyróżnia się: 
- Obniżenie Ścinawskie,
- Wzgórza Trzebnickie,
- Wzgórza Twardogórskie,
- Wzgórza Ostrzeszowskie.[2]